# FNN 뉴스 픽업
FNN 뉴스 픽업은 FNN 레인보우하츠의 후속으로 방송되었던 뉴스이다. 2014년 4월 1일부터 2015년 3월 29일까지 방송이 되었던 뉴스프로그램이며, 후속은 오늘밤의 뉴스이다.

## 방송시간
- 월요일~일요일 20:54-21:00

일본의 뉴스프로그램